# Guglielmo Gratorolo

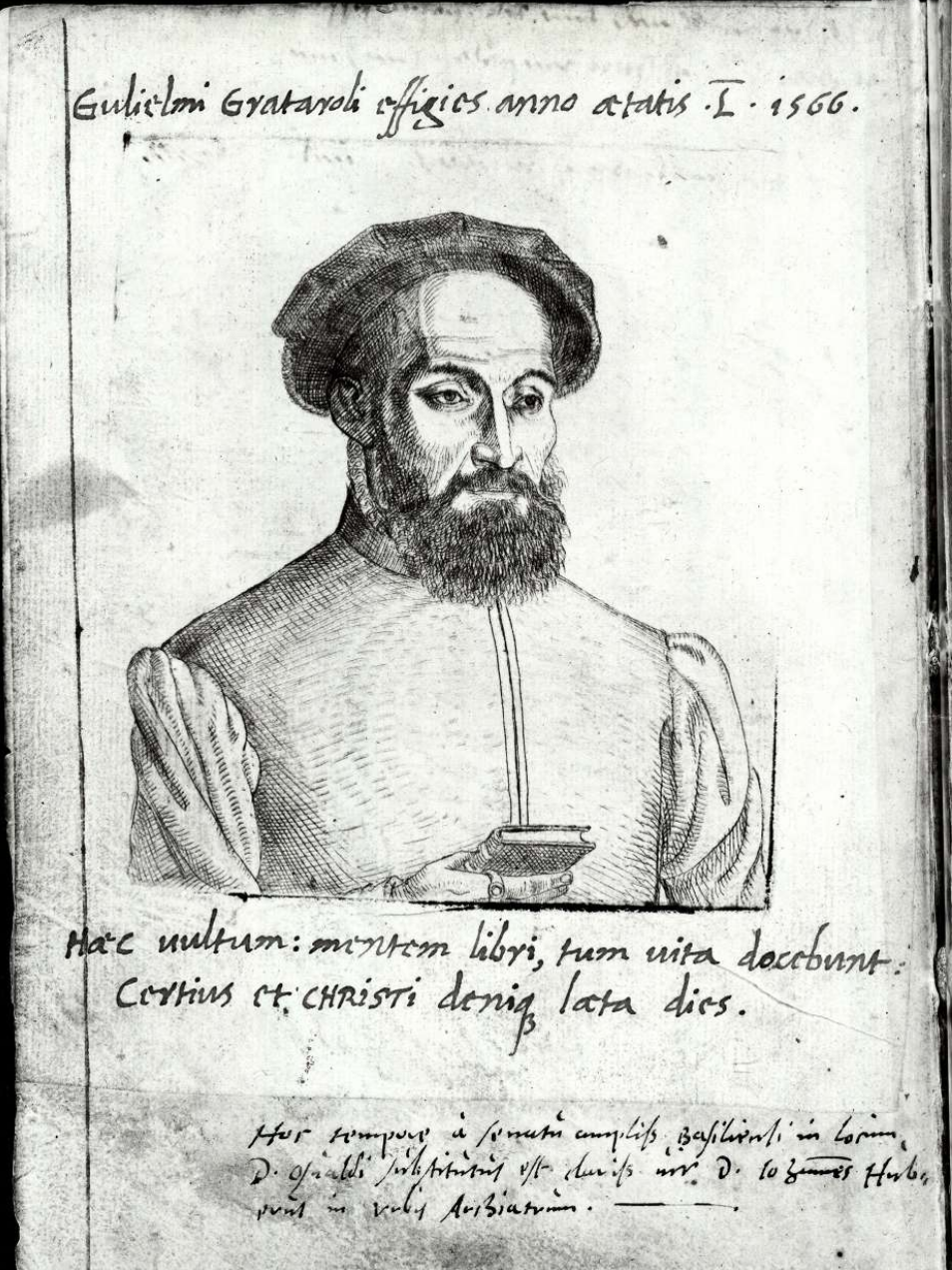
Guglielmo Gratarolo, 1566

Guglielmo Gratorolo oder Guglielmo Grataroli und latinisiert Guilielmus Gratarolus (* 16. Mai 1516 in Bergamo; † 16. April 1568 in Basel) war ein italienischer  Alchemist und Arzt.

## Leben
Gratorolo stammte aus einer wohlhabenden Familie von Wollhändlern und Ärzten, studierte in Padua und Venedig (Laurea 1539). Er war Arzt in Mailand und Bergamo, fand als Calvinist vor der Verfolgung durch die Inquisition zunächst Zuflucht in Graubünden, Straßburg und ab  1552 in Basel, wo er als Arzt wirkte und Medizin lehrte. 1562 war er kurz für ein Jahr Professor in Marburg, wo er am 8. Februar 1562 seine erste Vorlesung (über die Ars parva des Galen) hielt, ging dann aber 1565 zurück nach Basel.
1561 veröffentlichte er bei dem Verleger und Drucker Sebastian Henricpetri in Basel eine Sammlung alchemistischer Texte (Verae alchemiae artisque metallicae, citra aenigmata, doctrina). Es war Teil einer Veröffentlichungsreihe alchemistischer Sammelwerke beginnend mit De Alchemia und in das Theatrum Chemicum mündend. Er gab auch alchemistische Texte bei dem Basler Verleger Pietro Perna heraus (wie 1561 Johannes von Rupescissa). Gratorolo gab auch die Philosophen Guillaume de Conches und Pietro Pomponazzi (etwa De naturalium effectum admirandorum causis, sive de incantationibus von 1520) heraus.
Daneben veröffentlichte er über Medizin, Diätetik, Wein, Gedächtnis, Landwirtschaft und andere Themen.

## Schriften
- De Memoria Reparanda, Augenda, Servandaque Andream Gesner. F. & Rodolphum Vuyssenbachium, 1553.
- De literatorum et eorum qui magistratibus funguntur conservanda praeservandaque valetudine […]. Basel 1555
  - mit etwas abweichendem Titel abgedruckt unter anderem in: Henricus Rantzovius: De conservanda valetudine […]. 3. Auflage. Frankfurt am Main 1591, S. 121–192.
- Regimen omnium iter agentium. 1556 und 1563.
- Verae alchemiae artisque metallicae, citra aenigmata, doctrina certusque modus. Heinrich Petri et Pietro Perna, Basel 1561, Digitalisat
- Pestis descriptio, causa signa omnigena et praeservatio. Federicus Morellus, Paris 1561.

## Verae Alchemiae, Inhalt
Viele Texte waren schon in De Alchemia abgedruckt, Gratorolo ließ in Band 1 nur die Tabula Smaragdina mit dem Kommentar von Hortulanus weg, der ein Jahr zuvor 1560 in Basel separat erschien (und fälschlich Johannes de Garlandia zugeschrieben war). Ziel ist vor allem die Publikation der Schriften von Pseudo-Lull und Pseudo-Geber. Inhalt der Ausgabe von 1561 (es gab auch einen Nachdruck eines Teils der Schriften in Basel 1572):
Band 1:
- Chrysorrhoas, sive De Arte Chymica Dialogus[6]
- (Giovanni Bracesco): Dialogus Ioannis Braccschi, cui titulus est Lignum vitae, in quo etiam Gebri Philosophi expositio succincta continentur[7]
- In eundem Braceschuni Gebri interpretem, animadversio, authore loanne Tauladano (in der Schrift selbst Robertus Tauladanus genannt)[8]
- Gebri Opera: De investigatione perfectionis.
- (Pseudo-Geber) Gebri Opera: Summa perfectionis.
- Gebri Opera: De inventione veritatis sive perfectionis.
- Gebri Opera: Liber Fornacum.
- (Roger Bacon) Rogerii Bachonis De Alchemia libellus cui titulum fecit. Speculum Alchemiae
- (Ricardus Anglicus) Richardi Anglici Libellus peri Chemeias[9], cui titulum fecit, Correctorium.
- Rosarius minor.
- (Chalid ibn Yazid) Liber Secretorum Alchemiae compositus per Calid, filium Iazichi.
- Loci aliquot practiciae ex Gebero declatali per . . . Joannen Braceschum Vrceanum.

Band 2:
- Liber de Magni lapidis Compositione et Operatione, Authore adhuc incerto[10],
- Sententia Ioannis Baptistae Montani, de sublimatione.
- Rosarius philosophorum Arnaldi de Villanova.
- Novum lumen eiusdem vel alterius.
- (Arnaldus de Villanova)[11] Epistola Magistri Arnaldi de Villa nova super Alchymiam ad regem Neapolitanum.
- Liber perfecti Magisteri, qui Lumen Luminum nuncupatur . . . vocatur etiam Flos florum Arnaldi de Villanova, longe correctior & melior hactenus impressis.
- Practica Magistri Arnaldi de Villanova, ad quendam Papam, ex libro dicto, Breviarius librorum Alchymiae.
- (Albertus Magnus[12]) Alberti Magni Ratisponensis episcopi de Alchymia liber integerrimus.
- Scriptum Alberti super Arborem Aristotelis.
- (Pseudo-Lull) Apertorium Raymundi Lullii De veri lapidis compositione.
- Ars intellectiva ejusdem super Lapidem Philosophorum.
- Practica ejusdem.
- Idem de intentione Alchimistarum.
- Ejusdem Summaria Lapidis Consideratio et eius abbreviationes.
- Ejusdem Libellus utilissimus de Mercurio solo.
- Liber experimentorum.
- Pulcherrimum opus de transmutatione metallorum.
- Capitulum valde magnum in albedine, & omnibus nobilius, ex libro qui dicitur Philosophus mirabilis.
- Liber Mercuriorum Raymundi Lullii.
- Intentio summaria, quae aliter dicitur Repertorium, valde utilis ad intelligentiam Testamenti, Codicilli & aliorum librorum Raymundi Lullii.
- Aristotelis de Perfecto Magisterio exquisitum & integerrimum opus, &c.[13]
- Libellus duodecim aquarum, ex libro Emanuelis.
- Aquae rubeae Avicennas ad tingendum quatuor spiritus sublimatos albos.
- Elixiriorum varia compositio & modus.
- (Johannes von Rupescissa) Joannis de Rupescissa liber de confectione ver Lapidis Philosophorum.[14]
- (Johannes Ferrarius) De lapide Philosophorum secundum verum modum formando Efferarii monachi.
- Thesaurus Philosophiae.
- (Pseudo-Lull) Praxis universalis Magni operis, ex Raymundo.
- De lapidis philosophorum formatione epilogus.
- Practica Magistri Odomari ad discipulum.[15]
- Arcanum Philosophorum, ut ex Saturno facias aurum perfectum.
- Perfecta Salis communis praeparatio ad lapidem philosophorum.
- Historiola Antiqua de Argento in aurum verso.
- Tractatus de Marchasita, ex qua fit Elixir ad album verissimum.
- Caput de sale alchali.
- Quaestio an Lapis philosophicus valcat contra pestem.[16]
- Velus Epistola doctiss. de Metallorum materia, & artis imititatione.
- Practica Caravantis Hispani.[17]
- Lapidis Philosophici Nomenclaturae, & Gulielmo Gratarolo collectae.
- (Giovanni Aurelio Augurello) Ioannis Aurelii Augurelli Chrysopoeiae libri iii., et Geronticon Liber i.[18]
- Regimina Artis.